# Meliola albiziae
Meliola albiziae är en svampart som beskrevs av Hansf. & Deighton 1948. Meliola albiziae ingår i släktet Meliola och familjen Meliolaceae.   Inga underarter finns listade i Catalogue of Life.